# A Bela e o Paparazzo
A Bela e o Paparazzo é um filme português de comédia romântica realizado por António-Pedro Vasconcelos, com Soraia Chaves e Marco d'Almeida nos papéis principais.
A data de estreia nas salas de cinema portuguesas foi no dia 28 de Janeiro de 2010.[carece de fontes?]

## Sinopse
Mariana (Soraia Chaves), uma actriz de telenovelas, está perto de um colapso nervoso: as filmagens não estão a correr bem, a sua popularidade na novela está a descer e todos os seus passos continuam a ser alvo das revistas cor-de-rosa. A culpada desta ausência de privacidade é a temível paparazza Gabriela Santos, nome artístico de João (Marco d'Almeida), cuja presença Mariana nunca consegue detectar. Um dia João e Mariana conhecem-se de forma fortuita. A partir daí, desenvolvem uma relação amorosa na qual o paparazzo faz de tudo para que Mariana não descubra a sua verdadeira identidade.

## Elenco
- Soraia Chaves... Mariana
- Marco d'Almeida... João
- Pedro Laginha... Hugo
- Nuno Markl... Tiago
- Virgílio Castelo... Gonçalo
- Maria João Falcão... Cláudia
- Maria João Luís... Sofia
- Ivo Canelas... enfermeiro
- Nicolau Breyner... realizador de TV

## Recepção
Na primeira semana em exibição o filme foi visto por mais de 35 mil espectadores, ficando em quarto lugar dos filmes mais vistos dessa semana, em Portugal. Segundo o Instituto de Cinema e Audiovisual, o filme foi visto por 98.066 espectadores em Portugal.[carece de fontes?]

## Prémios
Globos de Ouro de 2011 (Portugal)
| Categoria                    | Resultado                    |
| ---------------------------- | ---------------------------- |
| Melhor filme                 | Indicado                     |
| Melhor atriz - Soraia Chaves | Indicado [carece de fontes?] |